# Bethanie Mattek-Sands
Bethanie Mattek-Sands (Rochester, 23 maart 1985) is een tennisspeelster uit de Verenigde Staten van Amerika. Zij woont in Miami en traint in Phoenix (Arizona). Mattek begon met tennis toen zij vijf jaar oud was. Haar favoriete ondergrond is hardcourt. Zij speelt rechtshandig en heeft een tweehandige backhand. Zij is actief in het internationale tennis sinds 2001. Op 29 november 2008 trad zij in het huwelijk met Justin Sands – sindsdien schrijft zij zich op toernooien in als Bethanie Mattek-Sands.

## Loopbaan
Na enkele pogingen in 1999 en 2000 om zich te kwalificeren voor WTA-toernooien en het US Open, nam Mattek in 2001 voor het eerst deel aan een ITF-toernooi, in West Palm (VS) – zij bereikte er de meteen de kwartfinale, in zowel het enkel- als het dubbelspel. Een week later speelde zij in de hoofdtabel van het WTA-toernooi van Amelia Island. Zij stond in 2004 voor het eerst in een WTA-finale, op het toernooi van Vancouver, samen met landgenote Abigail Spears – hier veroverde zij haar eerste titel, door het koppel Els Callens en Anna-Lena Grönefeld te verslaan.
Tot op heden(april 2024) wist Mattek geen WTA-enkelspeltoernooi te winnen; in het vrouwendubbelspel daarentegen bezit zij dertig titels, waarvan vijf op grandslamtoernooien: Australian Open 2015, Roland Garros 2015, US Open 2016, Australian Open 2017 en Roland Garros 2017, alle vijf samen met de Tsjechische Lucie Šafářová. Begin 2011 won zij samen met de Amerikaan John Isner de Hopman Cup door België in de finale met 2–1 te verslaan. Begin 2012 won zij samen met de Roemeen Horia Tecău het gemengddubbelspeltoernooi van het Australian Open. In 2015 won zij samen met landgenoot Mike Bryan het gemengd dubbelspel van Roland Garros. In 2016 won zij samen met Jack Sock de gouden medaille in het gemengd dubbelspel op de Olympische Spelen in Rio de Janeiro. Met de Schot Jamie Murray won zij tweemaal op rij het gemengd dubbelspel van het US Open, in 2018 en 2019.
In de periode 2009–2020 nam zij in het team van de Verenigde Staten deel aan de Fed Cup – zij behaalde daar een winst/verlies-balans van 10–7 (waarvan 8–1 in het dubbelspel).

## Posities op deWTA-ranglijst
Positie per einde seizoen:
| jaar | rang enkelspel | rang dubbelspel |
| ---- | -------------- | --------------- |
| 2001 | 338            | 524             |
| 2002 | 270            | 533             |
| 2003 | 135            | 106             |
| 2004 | 166            | 106             |
| 2005 | 171            | 120             |
| 2006 | 104            | 47              |
| 2007 | 112            | 36              |
| 2008 | 39             | 26              |
| 2009 | 152            | 17              |
| 2010 | 59             | 17              |
| 2011 | 55             | 17              |
| 2012 | 173            | 35              |
| 2013 | 47             | 36              |
| 2014 | 175            | 268             |
| 2015 | 61             | 3               |
| 2016 | 175            | 5               |
| 2017 | 121            | 8               |
| 2018 | 370            | 65              |
| 2019 | 398            | 24              |
| 2020 | 337            | 20              |
| 2021 | 367            | 15              |
|      |                |                 |
| 2023 | 1174           | 51              |

## Palmares
| Legenda                | Legenda                  |
| ---------------------- | ------------------------ |
| Grandslamtoernooi      |                          |
| Olympische Spelen      |                          |
| Year-End Championships |                          |
| tot 2009               | 2009 – 2020 / vanaf 2021 |
| Tier I                 | Premier Mandatory        |
| Tier II                | Premier Five / WTA 1000  |
| Tier III               | Premier / WTA 500        |
| Tier IV & V            | International / WTA 250  |
|                        | Challenger / WTA 125     |

### WTA-finaleplaatsen enkelspel
| nr.              | finale     | toernooi         | ondergrond | tegenstandster    | score         |         |
| ---------------- | ---------- | ---------------- | ---------- | ----------------- | ------------- | ------- |
| gewonnen finales |            |                  |            |                   |               |         |
| geen             |            |                  |            |                   |               |         |
| verloren finales |            |                  |            |                   |               |         |
| 1.               | 2008-11-02 | WTA Québec       | tapijt (i) | Nadja Petrova     | 6-4, 4-6, 1-6 | details |
| 2.               | 2010-09-19 | WTA Québec       | tapijt (i) | Tamira Paszek     | 6-7, 6-2, 5-7 | details |
| 3.               | 2011-01-15 | WTA Hobart       | hardcourt  | Jarmila Groth     | 4-6, 3-6      | details |
| 4.               | 2013-03-03 | WTA Kuala Lumpur | hardcourt  | Karolína Plíšková | 6-1, 5-7, 3-6 | details |

### WTA-finaleplaatsen vrouwendubbelspel
| nr.              | finale     | toernooi              | ondergrond    | partner                    | tegenstandsters                       | score            |         |
| ---------------- | ---------- | --------------------- | ------------- | -------------------------- | ------------------------------------- | ---------------- | ------- |
| gewonnen finales |            |                       |               |                            |                                       |                  |         |
| 01.              | 2004-08-15 | WTA Vancouver         | hardcourt     | Abigail Spears             | Els Callens Anna-Lena Grönefeld       | 6-3, 6-3         | details |
| 02.              | 2007-07-22 | WTA Cincinnati        | hardcourt     | Sania Mirza                | Alina Zjidkova Tatjana Poetsjek       | 7-6, 7-5         | details |
| 03.              | 2008-02-23 | WTA Bogota            | gravel        | Iveta Benešová             | Jelena Kostanić-Tošić Martina Müller  | 6-3, 6-3         | details |
| 04.              | 2008-04-13 | WTA Amelia Island     | gravel        | Vladimíra Uhlířová         | Viktoryja Azarenka Jelena Vesnina     | 6-3, 6-1         | details |
| 05.              | 2009-04-19 | WTA Charleston        | gravel        | Nadja Petrova              | Līga Dekmeijere Patty Schnyder        | 6-7, 6-2, [11-9] | details |
| 06.              | 2009-05-03 | WTA Stuttgart         | gravel (i)    | Nadja Petrova              | Gisela Dulko Flavia Pennetta          | 5-7, 6-3, [10-7] | details |
| 07.              | 2009-05-23 | WTA Warschau          | gravel        | Raquel Kops-Jones          | Yan Zi Zheng Jie                      | 6-1, 6-1         | details |
| 08.              | 2010-04-11 | WTA Ponte Vedra Beach | gravel        | Yan Zi                     | Chuang Chia-jung Peng Shuai           | 4-6, 6-4, [10-8] | details |
| 09.              | 2011-02-13 | WTA Parijs            | hardcourt (i) | Meghann Shaughnessy        | Vera Doesjevina Jekaterina Makarova   | 6-4, 6-2         | details |
| 10.              | 2012-05-26 | WTA Brussel           | gravel        | Sania Mirza                | Alicja Rosolska Zheng Jie             | 6-3, 6-2         | details |
| 11.              | 2013-01-05 | WTA Brisbane          | hardcourt     | Sania Mirza                | Anna-Lena Grönefeld Květa Peschke     | 4-6, 6-4, [10-7] | details |
| 12.              | 2013-02-23 | WTA Dubai             | hardcourt     | Sania Mirza                | Nadja Petrova Katarina Srebotnik      | 6-4, 2-6, [10-7] | details |
| 13.              | 2015-01-17 | WTA Sydney            | hardcourt     | Sania Mirza                | Raquel Kops-Jones Abigail Spears      | 6-3, 6-3         | details |
| 14.              | 2015-01-30 | Australian Open       | hardcourt     | Lucie Šafářová             | Chan Yung-jan Zheng Jie               | 6-4, 7-6         | details |
| 15.              | 2015-04-26 | WTA Stuttgart         | gravel (i)    | Lucie Šafářová             | Caroline Garcia Katarina Srebotnik    | 6-4, 6-3         | details |
| 16.              | 2015-06-07 | Roland Garros         | gravel        | Lucie Šafářová             | Casey Dellacqua Jaroslava Sjvedova    | 3-6, 6-4, 6-2    | details |
| 17.              | 2015-08-16 | WTA Toronto           | hardcourt     | Lucie Šafářová             | Caroline Garcia Katarina Srebotnik    | 6-1, 6-2         | details |
| 18.              | 2016-03-19 | WTA Indian Wells      | hardcourt     | Coco Vandeweghe            | Julia Görges Karolína Plíšková        | 4-6, 6-4, [10-6] | details |
| 19.              | 2016-04-03 | WTA Miami             | hardcourt     | Lucie Šafářová             | Tímea Babos Jaroslava Sjvedova        | 6-3, 6-4         | details |
| 20.              | 2016-09-11 | US Open               | hardcourt     | Lucie Šafářová             | Caroline Garcia Kristina Mladenovic   | 2-6, 7-6, 6-4    | details |
| 21.              | 2016-10-01 | WTA Wuhan             | hardcourt     | Lucie Šafářová             | Sania Mirza Barbora Strýcová          | 6-1, 6-4         | details |
| 22.              | 2016-10-09 | WTA Peking            | hardcourt     | Lucie Šafářová             | Caroline Garcia Kristina Mladenovic   | 6-4, 6-4         | details |
| 23.              | 2017-01-07 | WTA Brisbane          | hardcourt     | Sania Mirza                | Jekaterina Makarova Jelena Vesnina    | 6-2, 6-3         | details |
| 24.              | 2017-01-27 | Australian Open       | hardcourt     | Lucie Šafářová             | Andrea Hlaváčková Peng Shuai          | 6-7, 6-3, 6-3    | details |
| 25.              | 2017-04-09 | WTA Charleston        | gravel        | Lucie Šafářová             | Lucie Hradecká Kateřina Siniaková     | 6-1, 4-6, [10-7] | details |
| 26.              | 2017-06-11 | Roland Garros         | gravel        | Lucie Šafářová             | Ashleigh Barty Casey Dellacqua        | 6-2, 6-1         | details |
| 27.              | 2019-10-06 | WTA Peking            | hardcourt     | Sofia Kenin                | Jeļena Ostapenko Dajana Jastremska    | 6-3, 6-7, [10-7] | details |
| 28.              | 2023-10-15 | WTA Seoel             | hardcourt     | Marie Bouzková             | Luksika Kumkhum Peangtarn Plipuech    | 6-2, 6-1         | details |
| 29.              | 2024-02-11 | WTA Abu Dhabi         | hardcourt     | Sofia Kenin                | Linda Nosková Heather Watson          | 6-4, 7-6         | details |
| 30.              | 2024-03-31 | WTA Miami             | hardcourt     | Sofia Kenin                | Gabriela Dabrowski Erin Routliffe     | 4-6, 7-6, [11-9] | details |
| verloren finales |            |                       |               |                            |                                       |                  |         |
| 01.              | 2005-08-14 | WTA Los Angeles       | hardcourt     | Angela Haynes              | Jelena Dementjeva Flavia Pennetta     | 2-6, 4-6         | details |
| 02.              | 2006-05-14 | WTA Praag             | gravel        | Ashley Harkleroad          | Marion Bartoli Shahar Peer            | 4-6, 4-6         | details |
| 03.              | 2006-05-21 | WTA Rabat             | gravel        | Ashley Harkleroad          | Yan Zi Zheng Jie                      | 1-6, 3-6         | details |
| 04.              | 2010-02-20 | WTA Memphis           | hardcourt (i) | Meghann Shaughnessy        | Vania King Michaëlla Krajicek         | 5-7, 2-6         | details |
| 05.              | 2010-06-13 | WTA Birmingham        | gras          | Liezel Huber               | Cara Black Lisa Raymond               | 3-6, 2-3, opg.   | details |
| 06.              | 2010-08-28 | WTA New Haven         | hardcourt     | Meghann Shaughnessy        | Květa Peschke Katarina Srebotnik      | 5-7, 0-6         | details |
| 07.              | 2010-09-19 | WTA Québec            | tapijt (i)    | Barbora Záhlavová-Strýcová | Sofia Arvidsson Johanna Larsson       | 1-6, 6-2, [6-10] | details |
| 08.              | 2011-03-20 | WTA Indian Wells      | hardcourt     | Meghann Shaughnessy        | Sania Mirza Jelena Vesnina            | 0-6, 5-7         | details |
| 09.              | 2011-04-10 | WTA Charleston        | gravel        | Meghann Shaughnessy        | Sania Mirza Jelena Vesnina            | 4-6, 4-6         | details |
| 10.              | 2013-04-28 | WTA Stuttgart         | gravel (i)    | Sania Mirza                | Mona Barthel Sabine Lisicki           | 4-6, 5-7         | details |
| 11.              | 2016-04-10 | WTA Charleston        | gravel        | Lucie Šafářová             | Caroline Garcia Kristina Mladenovic   | 2-6, 5-7         | details |
| 12.              | 2016-10-30 | WTA Finals            | hardcourt (i) | Lucie Šafářová             | Jekaterina Makarova Jelena Vesnina    | 6-7, 3-6         | details |
| 13.              | 2019-06-29 | WTA Eastbourne        | gras          | Kirsten Flipkens           | Chan Hao-ching Latisha Chan           | 6-2, 3-6, [6-10] | details |
| 14.              | 2019-10-20 | WTA Moskou            | hardcourt (i) | Kirsten Flipkens           | Shuko Aoyama Ena Shibahara            | 2-6, 1-6         | details |
| 15.              | 2021-04-25 | WTA Stuttgart         | gravel (i)    | Desirae Krawczyk           | Ashleigh Barty Jennifer Brady         | 4-6, 7-5, [5-10] | details |
| 16.              | 2021-06-13 | Roland Garros         | gravel        | Iga Świątek                | Barbora Krejčíková Kateřina Siniaková | 4-6, 2-6         | details |
| 17.              | 2023-01-08 | WTA Auckland          | hardcourt     | Leylah Fernandez           | Miyu Kato Aldila Sutjiadi             | 6-1, 5-7, [4-10] | details |
| 18.              | 2024-01-07 | WTA Auckland          | hardcourt     | Marie Bouzková             | Anna Danilina Viktória Hrunčáková     | 3-6, 7-6, [8-10] | details |
| 19.              | 2024-07-26 | WTA Praag             | gravel        | Lucie Šafářová             | Barbora Krejčíková Kateřina Siniaková | 3-6, 3-6         | details |

### Finaleplaatsen gemengd dubbelspel
| nr.              | finale     | toernooi            | ondergrond    | partner      | tegenstanders                    | score            |         |
| ---------------- | ---------- | ------------------- | ------------- | ------------ | -------------------------------- | ---------------- | ------- |
| gewonnen finales |            |                     |               |              |                                  |                  |         |
| 1.               | 2011-01-07 | Hopman Cup          | hardcourt (i) | John Isner   | Justine Henin Ruben Bemelmans    | 2-1              | details |
| 2.               | 2012-01-29 | Australian Open     | hardcourt     | Horia Tecău  | Jelena Vesnina Leander Paes      | 6-3, 5-7, [10-3] | details |
| 3.               | 2015-06-06 | Roland Garros       | gravel        | Mike Bryan   | Lucie Hradecká Marcin Matkowski  | 7-6, 6-1         | details |
| 4.               | 2016-08-14 | O.S. Rio de Janeiro | hardcourt     | Jack Sock    | Venus Williams Rajeev Ram        | 6-7, 6-1, [10-7] | details |
| 5.               | 2018-09-08 | US Open             | hardcourt     | Jamie Murray | Alicja Rosolska Nikola Mektić    | 2-6, 6-3, [11-9] | details |
| 6.               | 2019-09-07 | US Open             | hardcourt     | Jamie Murray | Chan Hao-ching Michael Venus     | 6-2, 6-3         | details |
| verloren finales |            |                     |               |              |                                  |                  |         |
| 1.               | 2015-09-11 | US Open             | hardcourt     | Sam Querrey  | Martina Hingis Leander Paes      | 4-6, 6-3, [7-10] | details |
| 2.               | 2020-02-01 | Australian Open     | hardcourt     | Jamie Murray | Barbora Krejčíková Nikola Mektić | 7-5, 4-6, [1-10] | details |

### Gewonnen ITF-toernooien enkelspel
| nr. | finale     | toernooi             | dotatie  | ondergrond | tegenstandster in finale | score         |
| --- | ---------- | -------------------- | -------- | ---------- | ------------------------ | ------------- |
| 1.  | 2003-01-26 | Fullerton            | $ 50.000 | hardcourt  | Seda Noorlander          | 6-4, 3-6, 6-4 |
| 2.  | 2004-07-25 | Schenectady          | $ 50.000 | hardcourt  | Maureen Drake            | 6-3, 6-1      |
| 3.  | 2005-12-04 | Palm Beach Gardens   | $ 50.000 | gravel     | Melinda Czink            | 4-6, 6-4, 6-4 |
| 4.  | 2007-05-12 | Indian Harbour Beach | $ 50.000 | gravel     | Volha Havartsova         | 7-5, 1-6, 6-1 |
| 5.  | 2008-04-27 | Dothan               | $ 75.000 | gravel     | Varvara Lepchenko        | 6-2, 7-6      |

### Gewonnen ITF-toernooien dubbelspel
| nr. | finale     | toernooi        | dotatie  | ondergrond | partner        | tegenstandsters in finale           | score         |
| --- | ---------- | --------------- | -------- | ---------- | -------------- | ----------------------------------- | ------------- |
| 1.  | 2003-01-26 | Fullerton       | $ 50.000 | hardcourt  | Shenay Perry   | Elizabeth Schmidt Anousjka van Exel | 6-3, 6-2      |
| 2.  | 2003-05-18 | Charlottesville | $ 25.000 | gravel     | Lilia Osterloh | Julie Ditty Christina Wheeler       | 7-5, 6-1      |
| 3.  | 2003-10-05 | Troy            | $ 50.000 | hardcourt  | Shenay Perry   | Lindsay Lee-Waters Petra Rampre     | 6-2, 2-6, 6-4 |

## Resultaten grandslamtoernooien
| Legenda | Legenda                          |
| ------- | -------------------------------- |
| g.t.    | geen toernooi gehouden           |
| l.c.    | lagere categorie                 |
| –       | niet deelgenomen                 |
| G       | uitgeschakeld in de groepsfase   |
| 1R      | uitgeschakeld in de eerste ronde |
| 2R      | uitgeschakeld in de tweede ronde |
| 3R      | uitgeschakeld in de derde ronde  |
| 4R      | uitgeschakeld in de vierde ronde |
| KF      | uitgeschakeld in de kwartfinale  |
| HF      | uitgeschakeld in de halve finale |
| F       | de finale verloren               |
| W       | het toernooi gewonnen            |
| w-v     | winst/verlies-balans             |

### Enkelspel
| toernooi        | 2001 | 2002 | 2003 | 2004 | 2005 | 2006 | 2007 | 2008 | 2009 | 2010 | 2011 | 2012 | 2013 | 2014 | 2015 | 2016 | 2017 | 2018 | 2019 |
| --------------- | ---- | ---- | ---- | ---- | ---- | ---- | ---- | ---- | ---- | ---- | ---- | ---- | ---- | ---- | ---- | ---- | ---- | ---- | ---- |
| Australian Open | –    | –    | –    | –    | –    | –    | –    | –    | –    | –    | 1R   | 1R   | –    | 1R   | 3R   | 1R   | –    | –    | 1R   |
| Roland Garros   | –    | –    | –    | –    | –    | 1R   | –    | 2R   | 1R   | 2R   | 3R   | 2R   | 4R   | –    | 1R   | 1R   | 3R   | 2R   | –    |
| Wimbledon       | –    | –    | –    | –    | –    | 1R   | 2R   | 4R   | 1R   | 1R   | 1R   | –    | 1R   | –    | 3R   | 1R   | 2R   | –    | –    |
| US Open         | 1R   | 1R   | 1R   | 1R   | 1R   | 1R   | 2R   | 2R   | 2R   | 2R   | 1R   | 1R   | 2R   | –    | 3R   | 1R   | –    | –    | –    |

### Vrouwendubbelspel
| Australian Open | –  | –  | –  | 2R | –  | –  | 2R | 3R | –  | KF | KF | 3R | 1R | W  | 2R | W  | –  | 1R | 3R   | 2R | 1R | 1R |
| Roland Garros   | –  | –  | –  | 3R | –  | 1R | 1R | 2R | KF | 3R | 2R | 1R | 3R | W  | 1R | W  | 2R | –  | KF   | F  | 1R | 2R |
| Wimbledon       | –  | –  | –  | 2R | –  | 2R | 2R | KF | 3R | HF | 2R | 3R | –  | KF | 1R | 2R | KF | KF | g.t. | 2R | –  | 3R |
| US Open         | 1R | 1R | 2R | 1R | 1R | 3R | KF | –  | KF | KF | 3R | 3R | –  | –  | W  | –  | 2R | 1R | 1R   | 3R | 2R |    |

### Gemengd dubbelspel
| Australian Open | –  | 1R | –  | 2R | HF | W  | 1R | –  | KF | KF | –  | KF | F    | 2R | 2R | 1R |
| Roland Garros   | –  | 2R | 1R | 1R | –  | 2R | –  | W  | –  | 1R | –  | –  | g.t. | 1R | 2R | 1R |
| Wimbledon       | 2R | 1R | 3R | 3R | –  | 1R | –  | HF | –  | –  | 2R | 2R | g.t. | 3R | –  | 1R |
| US Open         | –  | –  | KF | HF | –  | 1R | –  | F  | –  | –  | W  | W  | g.t. | 1R | 2R |    |